# Szyroke (obwód dniepropetrowski)
Szyroke – osiedle typu miejskiego w obwodzie dniepropetrowskim na Ukrainie, siedziba władz rejonu szyrokiwskiego.

## Historia
Osada leży nad brzegiem Ingulca, powstała w XVIII wieku na ziemiach pałanki ingulskiej Nowej Siczy jako zaporoski zimownik. 
W 1989 liczyła 11 722 mieszkańców.